# Cuberton
Cuberton (in croato Kuberton) è una località della Croazia, insediamento del comune istriano di Grisignana.

## Storia
Il territorio sul quale oggi sorge Cuberton fu abitato sin dalla preistoria da popolazioni nomadi.
Nel XIII secolo divenne proprietà di Filippo di Cosliaco, vassallo di Mainardo III, conte di Gorizia. Nel XVI secolo, dopo l'annessione alla Repubblica di Venezia, Cuberton passò nelle mani prima della famiglia Vergerio e poi della famiglia Del Bello. Successivamente il possesso passo alla famiglia Belli, i quali lo cederono in dote ad una figlia sposata con un uomo di Pirano.
Cuberton rimase privata fino al 1797, anno della caduta della Repubblica di Venezia. Successivamente il paese passò sotto il dominio dell'Impero austro-ungarico ed infine fu annesso all'Italia (gli italiani erano l'etnia maggiore). A causa della pulizia etnica messa in atto dai soldati jugoslavi, Cuberton rimase disabitata ed andò in rovina.
Negli ultimi anni è iniziata la riqualificazione delle case, ormai per lo più diroccate, in parte grazie ad alcuni finanziamenti pubblici, in altri casi invece sono tornati alcuni esuli.

## Posizione e territorio
Cuberton si trova ad 8 km di distanza dal confine con la Slovenia. Sorge su un colle ed è circondata da boschi di castagni.

## Società

### Evoluzione demografica
Nel 2001 c'erano 22 abitanti divisi in 8 nuclei familiari.